# Barrio 19 de Abril
19 de Abril es uno de los sectores que conforman la ciudad de Cabimas en el estado Zulia (Venezuela), pertenece a la parroquia Germán Ríos Linares. Recibe su nombre de la fecha en que renunció el último gobernante español en Venezuela.

## Ubicación
Se encuentra entre los sectores Sucre al norte y al este (calle Sucre y Av 33), 26 de julio al sur (carretera H) y 12 de Octubre y Campo Alegre al oeste (Av 32).

## Zona Residencial
19 de abril es una zona residencial con amplio espacio para locales y amplio estacionamiento en la Av 32 (las aceras u orillas son anchas), también tiene una isla de tráfico en la Av 33 y se encuentra cerca de vías principales como la carretera H. La Empresa Energía Eléctrica de la Costa Oriental (ENELCO) tiene su sede allí entre la Av 32 y 33 en la carretera H, además de una subestación eléctrica. 

## Transporte
La línea H y Cabillas pasa por la carretera H, la línea 32 pasa por la Av 32.

## Sitios de Referencia
- Energía eléctrica de la Costa Oriental (ENELCO). Carretera H entre Av 32 y 33.